# Toevabever
De toevabever (Castor fiber tuvinicus) is een ondersoort van de bever (Castor fiber) en behoort tot de familie der beverachtigen (Castoridae). De wetenschappelijke naam van deze ondersoort werd voor het eerst geldig gepubliceerd door Leonid Sergejevitsj Lavrov in 1969.

## Verspreiding en aantallen
De toevabever is een zeldzame ondersoort van de bever die endemisch is voor de Russische deelrepubliek Toeva. Het belangrijkste voortplantingsgebied bevindt zich langs de rivier Azas en ligt in het beschermde natuurreservaat Zapovednik Azas. Sinds de oprichting van een beverreservaat en het daaropvolgende strikte reservaat — Zapovednik Azas, is het bestand tot meer dan het drievoudige gestegen en stabiliseerde zich in de jaren '90 van de vorige eeuw op een niveau van 70 tot 80 individuen, verspreid over 19 à 22 kolonies. In 2003/2004 werden zeventien individuen verplaatst naar de rivier Belin. Na de herverdeling van de toevabevers bevonden zich in 2009/2012 langs de rivier Azas opnieuw 56 à 61 bevers, verdeeld over 20 à 24 kolonies. In totaal bevonden zich in dezelfde periode 100 à 120 bevers in de gehele Republiek Toeva.

## Status
De soort wordt niet apart vermeld op de Rode Lijst van de IUCN, maar de toevabever staat als bedreigd vermeld op de Rode Lijst van bedreigde soorten van de Russische Federatie en de Republiek Toeva.